# إدغار كايزر سينيور
إدغار كايزر سينيور (بالإنجليزية: Edgar Kaiser, Sr)‏ هو رائد أعمال أمريكي، ولد في 29 يوليو 1908 في سياتل في الولايات المتحدة، وتوفي في 7 ديسمبر 1981 في أوكلاند في الولايات المتحدة.

## وصلات خارجية
- إدغار كايزر سينيور على موقع مونزينجر (الألمانية)